# さわやかラジオ おはようハイタッチ!
さわやかラジオ おはようハイタッチ!とは2017年4月3日から2024年3月29日まで西日本放送ラジオ（RNCラジオ）で放送されていたラジオ番組である。放送時間は平日 7:00 - 11:00。

## 概要
1975年スタートの『さわやかラジオ』レーベルの6代目。
前番組「さわやかラジオ 気分上々」をリニューアルする形でスタートした。
テーマ曲はT-SQUARE「ALL ABOUT YOU」。

## 出演者

### パーソナリティ
- 鴨居真理子（月曜日）
- 雫石将克（火曜日・水曜日、フリー）
- 中桐康介（木曜日）
- 亀谷哲也（金曜）

### アシスタント
- 山内玲奈（月曜日）
- 大西ふみ（火曜日）
- 上原慶子（水曜日・木曜日）
- 宮宇地美穂（金曜日）
- 石橋雅子（金曜日、JA香川県ラジオカー）

## タイムテーブル
- 07:00 - オープニング·ニュースメモ・お出かけ情報
- 07:05 - RNCニュース
- 07:10 - お早う!ニュースネットワーク（ニッポン放送）
- 07:25 - 天気予報・交通情報
- 07:30 - 大竹発見伝〜ザ・ゴールデンヒストリー（文化放送）
- 07:40 - 天気予報
- 07:45 - 交通情報
- 07:47 - 安全運転のあなたへ
- 07:50 - ニュース!Line Up
- 08:00 - RNCニュース
- 08:05 - グッドモーニングスポーツ
- 08:12 - 交通情報
- 08:14 - 今日のタロット占い
- 08:15 - SUZUKIハッピーモーニング 羽田美智子のいってらっしゃい（ニッポン放送）
- 08:20 - 武田鉄矢・今朝の三枚おろし（文化放送）
- 08:30 - 日替わりコーナー
- 08:35 - デリバリーミュージック
- 08:45 - 交通情報
- 08:55 - 天気予報
- 09:00 - RNCニュース
- 09:07 - 交通情報
- 09:10 - デリバリーミュージック
- 09:15 - とれたて、新鮮!JA香川県です（金曜日のみ）
- 09:20 - 防災一口メモ／お知らせ
- 09:30 - デリバリーミュージック
- 09:35 - 今日のスパイス
- 09:40 - おはようセーフティロード
- 09:45 - 天気情報
- 09:50 - メッセージ
- 09:55 - ここで一曲
- 10:00 - RNCニュース
- 10:05 - 快適生活ラジオショッピング
- 10:10 - 日替わりコーナー
- 10:15 - 伊集院光のおたよりください!（TBSラジオ）
- 10:25 - ちょっとヒントでDIY
- 10:45 - 香川証券"奥様情報"コーナー
- 10:50 - RNCニュース
- 10:55 - エンディング